# Ньюбле (провінція)
Нью́бле  (ісп. Provincia de Ñuble) — до 2018 року провінція в Чилі у складі регіону Біобіо. Наразі перетворена в регіон Ньюбле
Включала 21 комуну.
Територія - 13 178,5 км ².  Населення - 480 609 осіб (2017). Щільність населення - 36,47 чол./км².
Адміністративний центр - Чильян.

## Географія
Провінція розташована на півночі регіону Біобіо.
Провінція межує:
- на півночі - провінції Лінарес та Каукенес;
- на сході - провінція Лінарес;
- на півдні - провінція Біо-Біо;
- на заході - Тихий океан, провінція Консепсьйон.

## Адміністративний поділ
Провінція включає 21 комуну:
1. Бульнес, адміністративний центр - Бульнес; нині частина провінції Дигильїн
2. Чильян, адміністративний центр - Чильян; нині частина провінції Дигильїн
3. Чильян-В'єхо, адміністративний центр - Чильян-В'єхо; нині частина провінції Дигильїн
4. Кобкекура, адміністративний центр - Кобкекура; нині частина провінції Ітата.
5. Коелему, адміністративний центр - Коелему; нині частина провінції Ітата.
6. Койуеко, адміністративний центр - Койуеко; нині частина провінції Пунілья.
7. Ель-Кармен, адміністративний центр - Ель-Кармен; нині частина провінції Дигильїн.
8. Нінуе, адміністративний центр - Нінуе; нині частина провінції Ітата.
9. Нікен, адміністративний центр - Нікен; нині частина провінції Пунілья.
10. Пемуко, адміністративний центр - Пемуко; нині частина провінції Дигильїн.
11. Пінто, адміністративний центр - Пінто; нині частина провінції Дигильїн.
12. Портесуело, адміністративний центр - Портесуело; нині частина провінції Ітата.
13. Кільйон, адміністративний центр - Кільйон; нині частина провінції Дигильїн.
14. Кіріуе, адміністративний центр - Кіріуе; нині частина провінції Ітата.
15. Ранкіль, адміністративний центр - Ранкіль; нині частина провінції Ітата.
16. Сан-Карлос, адміністративний центр - Сан-Карлос; нині частина провінції Пунілья.
17. Сан-Фабіан, адміністративний центр - Сан-Фабіан; нині частина провінції Пунілья.
18. Сан-Ігнасіо, адміністративний центр - Сан-Ігнасіо; нині частина провінції Дигильїн.
19. Сан-Ніколас, адміністративний центр - Сан-Ніколас; нині частина провінції Пунілья.
20. Трегуако, адміністративний центр - Трегуако; нині частина провінції Ітата.
21. Юнгай, адміністративний центр - Юнгай; нині частина провінції Дигильїн.

Існували плани створити на базі провінції регіон із трьох провінцій. Наразі це регіон.